# جزیره آبادان
جزیره آبادان ، جزیره‌ای است که در جنوب شهرستان آبادان و بین رودخانه‌های بهمن‌شیر، اروندرود و خلیج فارس قرار گرفته‌است. نواحی جنوبی این منطقه عریض‌تر از شمال آن بوده و پهنای آن به حدود ۱۸ کیلومتر می‌رسد؛ که رفته رفته و با حرکت به سمت شمال، عرض آن کم شده و پهنای آن به ۵ کیلومتر می‌رسد. طول آن از شمال به جنوب ۷۰ کیلومتر و مساحت آن، ۵۰۰ کیلومتر مربع است. میانگین ارتفاع این جزیره، ۳ متر و مهم‌ترین آبادی‌های آن، آبادان و اروندکنار است. این جزیره محل اختلاف ایران و امپراتوری عثمانی بود و سرانجام طبق معاهده ارزروم در ۱۸۴۷ به ایران واگذار شد. اهمیت بین‌المللی این جزیره، به‌خاطر تأسیسات نفتی آن در سده بیستم افزایش یافت.

## پیشینه تاریخی
بنا بر روایتی: پلینی بزرگ در سده اول میلادی آن را تابع پادشاه کرخینیا (میسان) ذکر کرده و آن را در حوالی ۱۱ مایل در جنوب شهر خاراکس، خرمشهر می‌داند. به عقیدهٔ فرانتس آلتهایم مکان آن شهر بصره امروزی در خاک عراق می‌باشد؛ اما طبق نظر دیگر برخی اعراب این‌گونه بیان شده‌است که احتمال دارد که مکان آن در منطقهٔ بهمنشیر امروزی و در نزدیکی شهر آبادان بوده باشد. رودخانهٔ فرات نام خود را از این شهر میسانی گرفته‌است و در زمان ساسانیان به‌دلیل اجرای جشن بهمن روز، جشن بهمنگان نام آن به بهمن اردشیر (بهمنشیر) تغییر می‌یابد.
شهری را که امروز آن را خرمشهر می‌نامند و در منتهی‌الیه جنوب غربی کشور ایران در محل تلاقی رود کارون به اروند رود قرار دارد و ازجمله شهرهای قدیمی است که در طول تاریخ حامل نام‌های متعددی بوده‌است. قدیمی‌ترین نامی که از این شهر در تاریخ خرمشهر از آن یاد شده‌است، نام «خاراکس» است که مورّخین بنای آن را به اسکندر مقدونی و پادشاهی میشان، نسبت می‌دهند.
در این منطقه، مقبره‌ای قرار دارد که در داستان‌ها و افسانه‌های قدیمی به شخصیتی افسانه‌ای به نام «حضرت خضر» منسوب می‌شود. به همین دلیل، برخی از این افراد، به اشتباه، آرامگاه خضر نبی را در این منطقه می‌دانند و آن را جزیره‌الخضر نیز گفته‌اند.
بنابر ادعای برخی افراد و بدون استناد علمی، بندر خاراکس که هرودوت از آن یاد کرده، به‌احتمال زیاد در این منطقه بوده‌است؛ که این‌گونه نیست بلکه در تاریخ هرودوت، منظور از بندر خاراکس خرمشهر است، و نه منطقه مزبور. ایران و عثمانی تا قبل از عهدنامه ارزروم در ۱۸۴۷ بر سر این جزیره اختلاف داشتند.